# 太湖汽船
太湖汽船（たいこきせん）は、かつて滋賀県の琵琶湖で航路を運営していた海運会社である。歴史上、2つの会社が存在している。
- 1882年（明治15年）5月1日に、藤田組と江州丸会社・三汀社が合同して設立した会社。本項で記述。
- 1886年（明治19年）12月23日に、紺屋関汽船と山田汽船が合同して設立した湖南汽船。1929年（昭和4年）4月11日、社名を太湖汽船に変更した。→琵琶湖汽船

## 概要
1882年（明治15年）、琵琶湖上で長距離航路を運営する多数の会社が合同し設立された。その後いくつかの会社を吸収し、琵琶湖最大の船舶会社となった。
同年に金ヶ崎駅（現在の敦賀港駅）から長浜駅までの鉄道が開通したことを受け、日本初の鉄道連絡船が大津駅（現在のびわ湖浜大津駅）までの区間に就航した。この航路は翌年の1883年（明治16年）に長浜駅からの鉄道が東海道本線に接続されてから1889年（明治22年）に湖東線（関ケ原駅 - 米原駅 - 馬場駅（現在の膳所駅））が開業するまでの間、東海道の交通も担っていた。
しかし、東海道本線の全通をはじめとする陸運の発達などの影響で斜陽となったため、1927年（昭和2年）、大津電車軌道（現在の京阪石山坂本線）などと合併したが、1929年（昭和4年）に京阪電気鉄道（京阪）へ合併されることとなった。船舶部門は京阪から湖南汽船へ現物出資されるとともに、同社は太湖汽船（2代目、現在の琵琶湖汽船）に改名した。
※詳細は、#歴史の節を参照。

## 歴史

### 前史
江戸時代以前の琵琶湖の水運は和船により運航されていたが、1869年（明治2年）3月、琵琶湖上ではじめての汽船（蒸気船）である「一番丸」が、大津 - 海津間に就航した。
同船は、大聖寺藩士の石川嶂の建議により計画されたものだが、当時は同藩が大津付近を統治しており、物資や軍事輸送などに湖上輸送を活用していたことや、幕末の混乱にあたって大坂への西廻り航路の安定性への不安からの要請であったと考えられる。この計画に対し、大津側では1867年（慶応3年）、同様に蒸気船の就航を考えていた大津百艘船仲間の一庭啓二（船屋太郎兵衛）が呼応し、ともに長崎で造船技術などを学んだ後、同地で雇った造船工とともに大津で船の建造をすすめた。なお、大聖寺藩は建造資金を出資するとともに大津汽船局（大聖寺藩用場）を設置したほか、一番丸の船長には一庭が就任している。
一番丸の成功は従来からの和船運航者や宿泊業者などから妨害を受けたものの、同藩から政府に出願され、のちに一庭および大津における大聖寺藩産品の販売に関わっていた堀江（船屋）八郎兵衛によって建造される「二番丸」が許可されると、県令の松田道之が蒸気船の建造を奨励したこともあって他藩もこれに倣うようになり、彦根藩の補助による大津 - 米原航路や、郡山藩による大津 - 海津航路、そのほか大津 - 彦根松原、大津 - 長浜 - 塩津航路などが続々と就航したが、その多くが大津と湖北の海津・塩津・飯浦を結ぶ航路を設けていた。また、船舶数の増加を支えたのは大津造船所のほか各村の船大工の高い造船技術も一役買っていたと考えられる。
しかし多くの船が就航しスピードなどの競争が活発になるにつれ、ボイラー破損や過積載による遭難など海難事故が続発したが、これに対し県と各船主による「汽船取締会所」を設置したほか、兵庫造船所の外国人技師1名を雇い検査態勢を敷いた。これにより運航時刻や定員の厳守および切符の販売などに規制が設けられたほか、保安基準についても数度にわたって規定の改定が行われ、灯火および汽笛の取り扱いのほか、甲板の長さによって航路を規制するなどの安全対策が行われたが、輸送量の増大のため対処は容易ではなかった。過当競争を防ぐための統制はなお困難であったが、県当局の裁定により、東浦航路（大津 - 長浜）に就航する5隻による三汀社および西浦航路（大津 - 塩津）に就航する7隻による江州丸会社に統合し、他業者の参入を事実上制限した。これにより湖上輸送は南湖のローカル航路を統合した航安組を含む3社に統合されたが、1878年（明治11年）になると他船の参入や江州丸会社の内紛のほか、両航路が互いのテリトリーに延航するなど、またも統制がとれない状態となった。

### 太湖汽船の成立と終焉
1879年（明治12年）、工部省鉄道局が鉄道開通に先立ち「長濱丸」を就航させたほか、長浜港の浚渫など整備を行ったこともあって、各社の競争はなお活発となった。しかし、鉄道連絡輸送を安定的に行いたいと考える鉄道局のほか、競争の激化を危惧する滋賀県当局の意向もあって各社が合同する機運がおこり、関係者が依頼した藤田伝三郎率いる藤田組と江州丸会社・三汀社が合同し同年5月、政府と民間の出資により太湖汽船（初代）が設立された。なお、初代頭取には藤田が就任した。
この新会社は湖上交通の9割を占めたほか、鉄道局から連絡船運航の許可を得るとともに運航回数などについての要請を受けている。のち、同年9月には真宗社および航運社の買収をもって北湖（堅田以北）の航路は運航会社が統一された。なお、県当局の裁定により、同社が北湖を、湖南汽船が南湖を営業テリトリーとすることになった。
一方で、新造船の建造費用のほか、船舶の運航にあたっては鉄道連絡に伴う制約が多いことが原因となって経営を圧迫したことから、資本金を増加するとともに一部株式の政府引受を要請、これに対し政府は補助金の上限を設けることや運航回数などについて政府の命令に従うことのほか、東海道本線の全通（鉄道連絡の終了）後は交付しないことを条件として補助金の給付を決定した。
1889年（明治22年）7月、東海道本線が全通し連絡船の運航が終了した。また、東浦航路は旅客・貨物輸送を鉄道に奪われ、湖北への中継地として栄えた塩津や飯浦は衰退した。一方で西浦航路は一定の需要があり新興会社を買収するなどの動きもあった。このほか、鉄道の開業による劣勢の挽回策として余剰船による琵琶湖以外での航路開拓が行われ、大阪から九州への航路が就航したほか、軍部による徴用や他の企業による傭船として、朝鮮や中国などへの外航航路にも就航した。
しかし、事業の軸足は次第に遊覧船事業に移していくこととなり、1910年（明治43年）7月には神戸・大阪・京都と竹生島間で、国鉄との船車連帯輸送が開始されている。1914年（大正3年）2月、大津電車軌道（現在の京阪石山坂本線）が開通したが遊覧客への影響は少なかったという。しかし、1922年（大正11年）12月に江若鉄道が開通すると西浦航路の旅客・貨物輸送が減少した。また、湖南汽船に京阪が出資し、大津 - 竹生島・長命寺航路を就航させると、遊覧航路も大幅に競合することとなった。
1927年（昭和2年）、大津電車軌道などと合併し琵琶湖鉄道汽船と改称したが、鉄道事業の不振により1929年（昭和4年）、京阪に合併することとなった。同時に船舶部門は京阪から湖南汽船へ現物出資されるとともに、湖南汽船は社名を太湖汽船（2代目、現在の琵琶湖汽船）に改名した。

### 沿革
- 1869年（明治2年）3月 - 大聖寺藩による「一番丸」が就航。
- 1871年（明治4年） - 大津県が大津百艘船を廃止し、和船運航者の特権が消滅。同年、廃藩置県により「一番丸」「二番丸」の経営を、一庭啓二と堀江八郎兵衛による第一琵琶湖汽船会社に承継[19]。
- 1872年（明治5年）5月 - 同年7月より実施される近代的な郵便制度に対応し、一庭が船舶輸送による信書（郵便）輸送を請け負うための「御請書之事」を駅逓寮に提出[20]。
- 1872年10月 - 県令の松田道之が、県勢振興のため琵琶湖での水運事業を自由とする旨を告諭。このほか、1877年（明治10年）の「湖上運輸発展の提唱」もあって湖上水運の競争が激化した[7]。
- 1879年（明治12年） – 鉄道開通に先立ち、工部省鉄道局による「長濱丸」が就航。
- 1882年（明治15年）3月10日 - 金ヶ崎駅（現在の敦賀港駅）から長浜駅までの鉄道が開通し、日本初の鉄道連絡船が運航を開始。
- 1882年（明治15年）5月1日 - 藤田組と江州丸会社・三汀社が合同し、太湖汽船（初代）を設立。船舶数は18隻。
- 1883年（明治16年） – 日本で初めての鋼鉄船「第1太湖丸」が就航。
- 1884年（明治17年）5月15日 - 大垣駅から長浜駅までの鉄道が開通し、同駅から浜大津駅までの連絡運輸を開始。
- 1886年（明治19年）12月23日 - 紺屋関汽船と山田汽船が合同し、湖南汽船を設立。
- 1889年（明治22年）7月1日 - 東海道本線が全通し、鉄道連絡航路が廃止される。
- 1891年（明治24年）6月11日 - 琵琶湖以外では初となる、九州方面への航路が就航。
- 1893年（明治26年） - 会社法の施行により、太湖汽船株式会社となる。
- 1915年（大正4年）12月 - 琵琶湖以外での航路の営業が終了する。
- 1927年（昭和2年）1月21日 - 大津電車軌道と合併、琵琶湖鉄道汽船となる。
- 1927年（昭和2年）5月28日 - 湖南鉄道の合併にともない、近江八幡 - 新八日市間を譲受。
- 1929年（昭和4年）4月1日 - 近江八幡 - 新八日市間を八日市鉄道に譲渡する。
- 1929年（昭和4年）4月11日 - 琵琶湖鉄道汽船が京阪電気鉄道に合併。同時に汽船部門は湖南汽船に現物出資される。湖南汽船は太湖汽船（2代目）に改称。

※以降の歴史は、琵琶湖汽船#沿革を参照。

## 航路
- 太湖汽船（初代）創業直後の真宗社・航運社買収（1882年9月）時点[21]。
  - 東部：大津 - 彦根松原 - 米原 - 長浜
  - 西部：大津 - 堅田 - 勝野（大溝） - 船木 - 今津 - 片山 - 塩津
  - 中部：大津 - 長命寺 - 八幡 - 常楽寺 - 能登川
  - 北部：彦根松原 - 長浜 - 塩津（1885年休航）、長浜 - 竹生島 - 今津
- 逓信省命令による郵便輸送に従事した航路（1901年12月開始）[21]
  - 大津 - 堅田 - 大溝 - 今津 - 海津 - 塩津
- 琵琶湖以外に就航した主な航路[21]
  - 大阪 - 九州方面：琵琶湖以外に初めて就航した航路（1891年6月）。
  - 大阪 - 神戸 - 多度津 - 馬関 - 門司 - 博多 - 長崎 - 三角 - 百貫[22] - 島原 - 大川：徴用後の1896年に就航した航路。のち、大川から鹿児島へ延航される。

## 港湾
琵琶湖
- 大津港 - 大津町（→大津市）に所在。南隣には、湖南汽船が使用する紺屋関港があった。
- 長命寺港
- 八幡港
- 常楽寺港
- 能登川港
- 松原港 - 支社が設けられていたが1884年廃止。
- 彦根港 - 1884年、支社を設ける。
- 米原港 - 支社が設けられていたが1883年廃止。1889年、改めて支社を設ける。
- 長浜港 - 長浜町に所在。支社が設けられていた。
- 片山港 - 支社が設けられていたが1883年廃止。
- 飯浦港
- 塩津港
- 海津港
- 竹生島港
- 堅田港
- 和邇港 - 1924年、江若鉄道の延伸にともない寄港を開始。
- 勝野港（大溝港） - 1889年、勝野支社を大溝支社に改称。
- 船木港
- 今津港

琵琶湖以外
就航翌年の1892年1月時点で、神戸港のほか九州の6港に代理店が設けられていた。

## 船舶
当社での就航順に記述し、不明分は末尾にまとめて記述。太湖汽船（初代）創業時に在籍した船舶は太字で記述（このうち、特記以外は全て1926年12月末までに売却または廃船）。【外】は、琵琶湖以外の航路に就航した実績のある船舶。
| - 金亀丸 - 1871年建造、30総トン（登録は18総トン）。 - 丹頂丸（初代） - 1872年建造、33総トン。 - 盛大丸 - 1872年建造、 7総トン（登録は6総トン）。 - 琵琶湖丸 - 1873年建造、5総トン。 - 江州丸 - 1877年建造、64総トン。1887年12月、北小松沖で第3江州丸と衝突。 - 湖幸丸 - 1877年建造、43総トン。1889年、丹頂丸の就航に伴い廃船。 - 第4江州丸 - 1878年建造、17総トン。1883年9月廃船。元・以呂波丸。 - 第5江州丸 - 1878年建造、38総トン。1883年9月廃船。 | - 湖上丸 - 1878年建造、 25総トン。 - 第2江州丸 - 1879年建造、96総トン。 - 第3江州丸 - 1879年建造、94総トン。1887年12月、北小松沖で江州丸と衝突。1892年1月売却。 - 松寶丸 - 1880年建造、18総トン。 - 庚辰丸 - 1880年建造、90総トン。 - 金龍丸 - 1881年建造、92総トン。 - 第2庚辰丸 - 1881年建造、159総トン。1920年9月廃船。 - 遊龍丸 - 1882年建造、58総トン。 |

- 【外】第1太湖丸・第2太湖丸

1883年9月建造?。516総トン（第1太湖丸）、498総トン（第2太湖丸）。神戸の小野浜造船所にて建造し、大津にて組立。
日本国内で初めての鋼鉄製船舶かつ、当時は琵琶湖最大の船舶だった。鉄道連絡航路に就航し、1887年2月には明治天皇が行幸にて乗船した。連絡輸送終了にともない大津に係船。1890年、解体のうえ大阪へ移送し1891年、九州航路に就航。第1太湖丸は1892年1月、黒島瀬戸で住吉丸と衝突したほか1893年12月、佐賀県呼子沖で暗礁に触れる。1894年11月、日清戦争開戦にともない両船とも徴用（翌年解除）され、御用船にも使用される。1898年、第1太湖丸が門司港口で豊島丸と衝突。1903年12月、大阪の商人に売却。
- 長濱丸 - 141総トン。工部省鉄道局が建造し、1879年就航。1926年12月末までに売却または廃船。
- 湖東丸 - 28総トン。1926年12月末までに売却または廃船。
- 第3太湖丸 - 元・真宗丸。1887年、大阪鉄工所にて鉄船に改造。
- 第4太湖丸 - 建造時の名称は第2真宗丸。1926年12月末までに売却または廃船。
- 常盤丸 - 1883年9月買収。1926年12月末までに売却または廃船。
- 金蔵丸 - 1884年7月買収。1926年12月末までに売却または廃船。
- 新無事丸 - 1884年7月買収。1926年12月末までに売却または廃船。
- 丹頂丸（2代） - 帆走船。1889年建造。1926年12月末までに売却または廃船。
- 湖龍丸 - 1894年11月建造。1924年3月廃船。
- 【外】金剛丸 - 1897年買収。大阪-九州航路に就航。1903年3月、台風による荒天のため島根県の日御碕沖で沈没し、乗員27名死亡。
- 【外】吉生丸 - 1903年12月購入。北海道-朝鮮航路に就航。翌年、御用船となる。1905年1月、病院船となる（同年12月解除）。1907年以降、大阪商船などへたびたび貸与される。1926年12月末までに売却または廃船。
- 第6太湖丸 - 1904年3月、試験運航を実施。
- 八景丸 - 1907年8月建造。
- 竹生島丸（初代） - 1909年建造。262.1総トン。1926年12月末までに売却または廃船。
- 多景島丸 - 1909年9月建造。122.7総トン。
- 【外】伏木丸 - 1910年2月、日本郵船から購入。翌月より三井物産（現・商船三井）などへたびたび貸与される。1926年12月末までに売却または廃船。
- 日吉丸（初代） - 1911年7月、アメリカの海運会社から購入し改名。76.7総トン。元・コーロン号。1914年11月、御用船となり凱旋部隊の輸送にも従事。1926年12月末までに売却または廃船。
- 白石丸 - 1913年8月建造。178.7総トン。
- 日吉丸（2代） - 1920年6月建造。
- みどり丸

1922年4月10日進水、1950年退役。458.2総トン、全長45m、速力約12.5ノット。
旅客定員：約1,000名。三井物産（現・三井造船）玉造船所建造。
1922年の初航海にてイギリス皇太子が乗船した。
- 舞子丸 - 1923年9月建造。166.4総トン
- 竹生島丸（2代） - 1925年6月建造。

| - 堅田丸 - 1894年11月、湖南汽船に売却。 - 吉生丸 - 1926年12月末までに売却または廃船。 - 第6太湖丸 - 1926年12月末までに売却または廃船。 - 八景丸 - 35.0総トン。1926年12月末までに売却または廃船。 | - 沖の島丸 - 143.1総トン - 第2湖水丸 - 第5太湖丸 - 白鳥丸 - 268.5総トン。1926年12月末までに売却または廃船。 |

## 鉄軌道

### 路線
琵琶湖鉄道汽船時代、以下の路線を有していた。※詳細は、後身の各路線記事を参照。
- 石山（現・石山寺） - 浜大津（現・びわ湖浜大津） - 三井寺 - 坂本（現・坂本比叡山口）
  - 京阪電気鉄道石山坂本線の前身。石山 - 三井寺間は大津電車軌道から継承。三井寺 - 坂本間は琵琶湖鉄道汽船時代に延長。
- 近江八幡 - 新八日市
  - 湖南鉄道から継承。八日市鉄道を経て近江鉄道八日市線となる。